# فولفراتسهاوزن
فولفراتسهاوزن (بالألمانية: Wolfratshausen) هي بلدة ألمانية تقع في منطقة باد تولتس فولفراتسهاوزن في ألمانيا. يقدر عدد سكانها بـ 17,426 نسمة .

## المدن التوأمة
مدن Barbezieux-Saint-Hilaire، Manzano, Friuli، برودي و إروما (سايتاما) هي مدن توأمة لفولفراتسهاوزن.

## أعلام
- فلوريان فانر
- غريغور إبنر
- فيلهلم بيترش